# Graue Inselfruchttaube
Die Graue Inselfruchttaube (Ducula pickeringii), auch Pickeringfruchttaube oder selten auch Pickeringtaube genannt, ist eine monotypische Art der Taubenvögel, die zu den Fruchttauben zählt. Sie ist eine typische Inselart, die auf mehreren kleinen Inseln vor der Küste der Philippinen, Borneos und Sulawesis vorkommt.
Die Bestandssituation der Grauen Inselfruchttaube wurde 2016 in der Roten Liste gefährdeter Arten der IUCN als „Vulnerable (VU)“ = „gefährdet“ eingestuft.

## Erscheinungsbild
Die Graue Inselfruchttaube erreicht eine Körperlänge von bis zu 40 Zentimetern. Sie ist damit etwa so groß wie eine Ringeltaube, aber etwas kompakter und kräftiger gebaut. Auf den Schwanz entfallen 21,7 bis 22 Zentimeter. Es besteht kein auffälliger Geschlechtsdimorphismus. Die Weibchen sind lediglich etwas kleiner und auf Brust und am Kopf etwas weniger weinrot als die Männchen gefärbt.
Der Kopf ist hell mauvefarben bis graurosa. Die Augen und die Schnabelbasis sind von schmalen weißen Ringen umgeben. Der Hals, die Brust und der Bauch sind hellgrau mit einem rosafarbenen Schimmer, der besonders an Brust und Kehle intensiv ist. Richtung Unterbauch und den Flanken hellt diese Färbung etwas auf. Der Mantel, der Rücken und die Flügel sind graugrün, dabei ist der Übergang zwischen hellgrauem Hals und dunklem Mantel sehr abrupt. Die Körperoberseite hat einen individuell unterschiedlichen metallischen Schimmer. Der Schwanz ist dunkelgrün. Die Unterschwanzdecken sind graurosa mit einem rötlichen Schimmer.
Dir Iris ist rot, die Augenringe sind grau und die Füße und Beine sind purpurrot.
Jungvögel sind wie die adulten Tauben gefärbt, sind insgesamt jedoch etwas grauer. Ihnen fehlt auch jeglicher grüner oder bronzefarbene Schimmer auf der Körperunterseite. Die Rosafärbung an Kopf und Körperunterseite ist weniger intensiv.

## Verwechselungsmöglichkeiten
Im Verbreitungsgebiet der Grauen Inselfruchttaube kommt auch die zur selben Gattung gehörende Bronzefruchttaube vor.  Diese ist deutlich größer, der Mantel, die Flügel und der Schwanz dieser Art ist metallisch grün und kontrastiert auffallend mit dem grauen Hals. Die Körperunterseite bei der Bronzefruchttaube ist weniger mauvefarben. Die Art hat außerdem kastanienbraune Unterschwanzdecken, die sich von der übrigen Körperunterseite stark abheben.

## Verbreitungsgebiet und Lebensraum
Das Verbreitungsgebiet der Grauen Inselfruchttaube sind kleine Inseln vor der Küste Borneos, den südlichen Philippinen und dem Norden von Sulawesi. Sie ist eine ausgesprochene Inselform.
Etwa 20 der von ihr zumindest historisch besiedelten Inseln liegen vor Palawan, Mindanao und im Sulu-Archipel. 13 weitere Inseln liegen vor der Festlandküste des malaiischen Bundesstaates Sabah, dem malaiischen Teil in Nordborneao. Sie kommt oder kam außerdem auf den Derawan-Inseln, auf küstennahen Inseln vor Kalimantan und den Talaudinseln vor. Auf zwei Inseln, die zum Verbreitungsschwerpunkt zählen, nämlich die philippinische Insel Ursula und malaiische Insel Pulau Mantanani, weisen nur noch Populationen von 30 Individuen auf. Dagegen gilt die Graue Inselfruchttaube auf den Talaudinseln noch als häufig.
Die Graue Inselfruchttaube besiedelt auf diesen kleinen Inseln jeglichen Waldbestand. Sie kommt auch in Mangroven vor, die direkt an Agrarflächen angrenzen.

## Lebensweise
Die Graue Inselfruchttaube lebt einzelgängerisch oder in Paaren. Nur ausnahmsweise wird sie auch in kleinen Trupps beobachtet. Aus Beobachtungen in Borneo weiß man, dass sie häufiger das offene Meer überquert. Sie wechselt dort von Nahrungsgründen im Küstenbereich von Borneo zu ihren nächtlichen Ruheplätzen auf küstennahen Inseln. Die schwankenden Populationszahlen auf einigen von dieser Taubenart bewohnten Inseln weisen darauf hin, dass es sich bei der Art entweder um eine nomadisierende Taubenart handelt oder dass es saisonal induzierte Wanderungen gibt.
Die Graue Inselfruchttaube frisst überwiegend Früchte. Bekannt ist, dass sie Feigen verschiedener Feigenbäume und die Früchte von Ylang-Ylang frisst. Auch beim Verzehr von Blüten und jungen Blättern wurde sie bereits beobachtet.
Über die Brutbiologie dieser Art ist nahezu nichts bekannt. Auf der sulawesischen Insel Miangas wurde ein Ei im Januar beobachtet und auf einer Insel vor der Küste Sarahs fand man einen Jungvogel im Juni und brütende Vögel im August.